# Колм Міні
Колм Міні (англ. Colm Meaney; 30 травня 1953) — ірландський актор.

## Біографія
Колм Міні народився 30 травня 1953 року у місті Дублін, Ірландія.
Після закінчення середньої школи у 14 років почав вивчати акторську майстерність в школі Abbey Theatre. Пізніше він увійшов в трупу Національного Ірландського театру, а через кілька років виїхав до Англії, де провів вісім років, граючи в різних трупах, зокрема в «7:84». Перша поява актора на телебаченні відбулося в 1978 році. Він знявся в драматичному телесеріалі «Автомобілі Z». Першу роль в кіно отримав у фільмі Синдром «Омега» (1986).
Слава прийшла до Колма з початком зйомок в популярному науково-фантастичному телесеріалі «Зоряний шлях: Наступне покоління», в якому актор зіграв пілота Майлса О'Браяна. За час зйомок у «Зоряному шляху» Колм Міні з'явився на екрані у 225 епізодах. Після цієї і ще декількох ролей Колм Міні зарекомендував себе хорошим актором другого плану.
Відомий також за такими фільмами, як «В облозі» (1992), «Повітряна в'язниця» (1997), «Законослухняний громадянин» (2009).
Колм Міні вперше одружився у 1977 з Бейрбрі Даулінг, розлучилися вони у 1994. Вдруге одружився з Інес Глоріан у 2007 році.

## Фільмографія
- 1986 — Синдром «Омега» / Omega Syndrome
- 1987—1994 — Зоряний шлях: Наступне покоління / Star Trek: The Next Generation
- 1990 — Міцний горішок 2 / Die Hard 2
- 1990 — Дік Трейсі / Dick Tracy
- 1991 — Макгайвер / MacGyver
- 1992 — Останній з могікан / The Last of the Mohicans
- 1992 — В облозі / Under Siege
- 1993—1999 — Зоряний шлях: Глибокий космос 9 / Star Trek: Deep Space Nine
- 1994 — Дорога на Веллвіл / Road to Wellville
- 1994 — Скарлетт / Scarlett
- 1996 — Гаргульї / Gargoyles
- 2004 — Блуберрі / Blueberry
- 2004—2006 — Зоряна брама: Атлантида / Stargate: Atlantis
- 2006 — Підземна пастка / Caved In: Prehistoric Terror
- 2008 — Закон і порядок / Law & Order
- 2009 — Законослухняний громадянин / Law Abiding Citizen
- 2009 — Проклятий Юнайтед / The Damned United
- 2009 — Сімпсони / The Simpsons
- 2010 — Зірковий ескорт / Get Him to the Greek
- 2010 — Змовниця / The Conspirator
- 2011—2014 — Пекло на колесах / Hell on Wheels
- 2012 — Солдати удачі / Soldiers of Fortune
- 2012 — Серед білого дня / The Cold Light of Day
- 2017 — Вотергейт: Падіння Білого дому / Mark Felt: The Man Who Brought Down the White House
- 2019 — Толкін / Tolkien
- 2020 — Банкір / The Banker
- 2022 — Марлоу / Marlowe
- 2023 — На землі святих і грішних / In the Land of Saints and Sinners